# Gabriel Machado
Gabriel Teixeira Machado (Porto Alegre, 2 settembre 1989) è un ex calciatore brasiliano, di ruolo attaccante.